# Cathédrale vieille-orthodoxe de Moscou
La cathédrale de l'Intercession-de-la-Très-Sainte-Mère-de-Dieu (Собор Покрова Пресвятой Богородицы) est la cathédrale de l'Église vieille-orthodoxe russe. Elle se trouve à Moscou au n° 38 rue Novokouznetskaïa.
Elle est le siège du patriarche de Moscou et de toute la Russie de l'Église vieille-orthodoxe russe depuis l'an 2000.

## Histoire
Après la proclamation le 17 octobre 1905 du manifeste sur la tolérance religieuse, la construction active de nouvelles églises de Vieux-Croyants commence dans tout l'Empire, y compris à Moscou. En 1908, un terrain est acquis à Zamoskvoretchié sur les fonds de F.E. Morozova, et le 12 octobre la première pierre est bénie pour la communauté vieille-croyante. Le projet est confié à l'architecte Vladimir Dessiatkov et le coût total se monte à cent mille roubles.

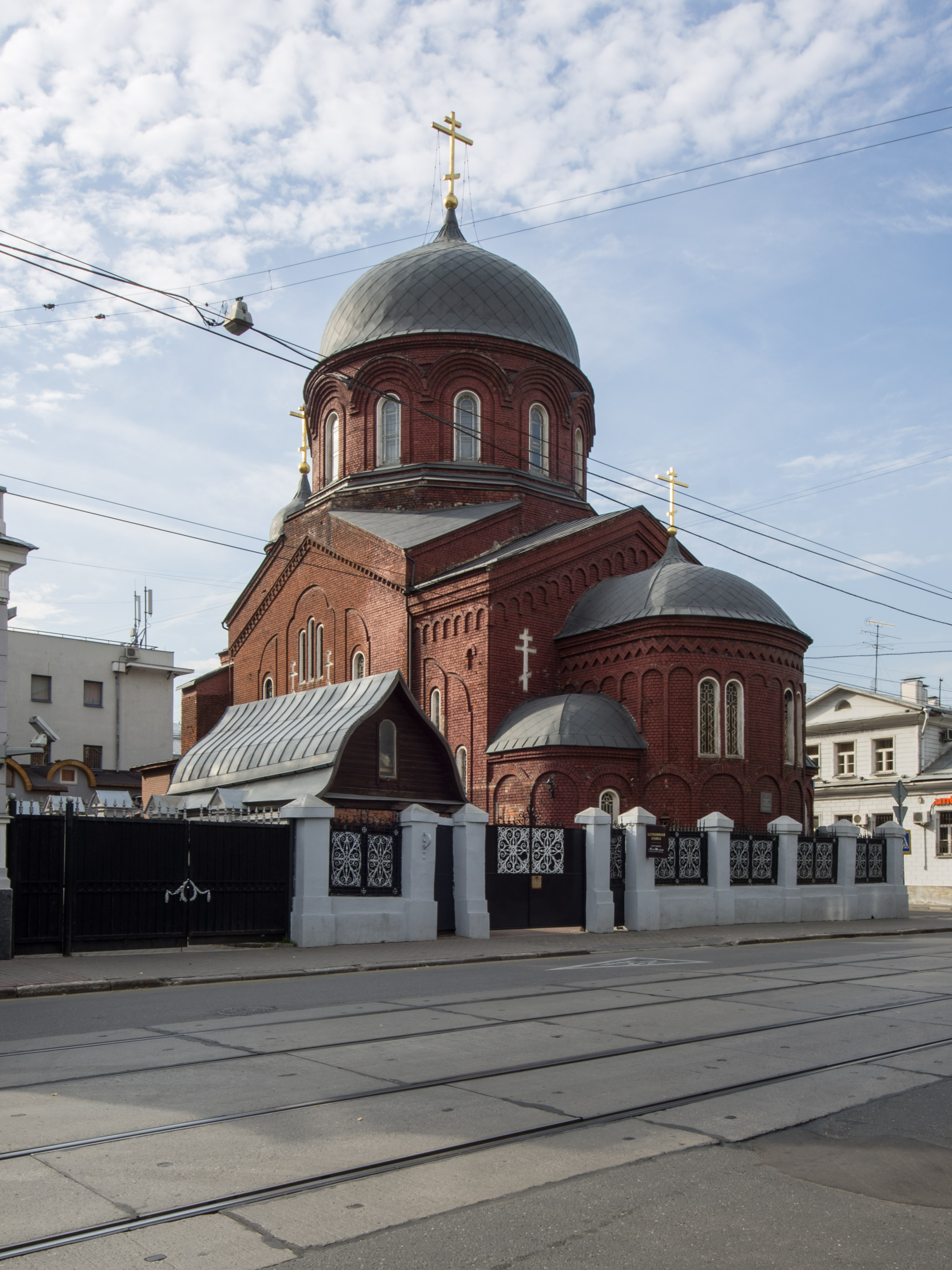
Vue arrière.

L'église est consacrée le 26 septembre 1910. Les services sont célébrés par le prêtre Mikhaïl Volkov qui officiait auparavant dans la chapelle privée de la famille Polejaïev, rue Loujnetskaïa. Les offices de l'Église orthodoxe vieille-ritualiste russe s'y déroulent pendant vingt ans.
Au début des années 1930, le diacre Phéraponte Lazarev est arrêté par la police communiste sous accusation de participation à des regroupements contre-révolutionnaires de vieux-croyants et il est fusillé le 22 mai 1932. L'église est définitivement fermée. 
L'église et ses bâtiments adjacents sont alors réquisitionnés par la Société pour la promotion de la défense, de l'aviation et de la chimie (Осоавиахим, ancêtre de la DOSAAF) et à partir des années 1970 le département d'approvisionnement des travailleurs du métropolitain de Moscou s'y installe.
En 1990, lorsque le nouveau régime cesse la persécution des religions, l'église de l'Intercession est donnée à l'Église vieille-orthodoxe russe. En l'an 2000, le siège de cette Église vieille-croyante est transféré de Novozybkov (cathédrale de la Transfiguration) à cette église devenue donc cathédrale.

## Architecture
L'édifice est construit en style néobyzantin russe encore fort prisé. Les fresques de l'intérieur sont de l'atelier de Iakov Bogatenko, spécialiste aussi de peintures d'iconostase.